# Repapa brevipes
Repapa brevipes är en insektsart som först beskrevs av Lucien Chopard 1937.  Repapa brevipes ingår i släktet Repapa och familjen syrsor. Inga underarter finns listade i Catalogue of Life.